# OmniWeb
OmniWeb [ɑːmniˈwɛb] ist ein eingestellter Webbrowser des Unternehmens The Omni Group. Er würde ursprünglich für das Betriebssystem NeXTStep entwickelt. Nach der Übernahme von NeXT durch Apple wurde das bereits in OPENSTEP umbenannte Betriebssystem im Projekt Rhapsody schließlich zu Mac OS X weiterentwickelt, wodurch auch OmniWeb zu einer macOS-Applikation wurde.
OmniWeb war bis Version 4 mit einem eigenen HTML-Renderer ausgestattet. Bis Version 3.1 konnte (u. a. dadurch) auch die Kompatibilität mit OPENSTEP erhalten werden. Dennoch erschien OmniWeb ab Version 4 ausschließlich für Mac OS X, und mit Version 4.5 (Februar 2003) wurde der eigene HTML-Renderer zugunsten von Apples WebKit fallengelassen.
Um seinen kostenpflichtigen Browser gegen den kostenlosen Browser Safari, der ab Mac OS X Panther im Betriebssystem integriert ist, zu positionieren, integrierte The Omni Group in OmniWeb zusätzliche Funktionen wie z. B. individuelle Präferenzen für jede Seite (auch zur Cookie-Verwaltung), Formulareingabe mit Textvergrößerung und Rechtschreibkorrektur sowie einen Werbeblocker. Ein besonderes Merkmal von OmniWeb (ab Version 5) ist auch die rechts oder links vom Browserfenster zu sehende Tab-Leiste, in der Vorschauminiaturen der Webseiten in anderen Tabs angezeigt werden können.
Ab Version 5.9, die im Februar 2009 erschien, wird das Programm als Freeware veröffentlicht. Die letzte offizielle Version ist 5.11.2 vom 20. Juli 2012, die mit Mac OS X Tiger (Version 10.4) bis einschließlich OS X El Capitan (Version 10.11) kompatibel ist, es gibt jedoch Test-Builds von OmniWeb Version 6, die auch auf neueren Versionen von macOS (ab Version 10.12 „Sierra“) funktionieren sollten – jedoch ohne jede Garantie.